# Гандак
Гандак (в горното течение Кали Гандак, в средното Нараяни) (на непалски: कालीगण्डकी नदी, на хинди: कालीगण्डकी) е река в Централен Непал и Северна Индия, ляв приток на Ганг. Дължина 814 km, площ на водосборния басейн 46 300 km². Река Кали Гандак се образува на 3312 m н.в., от сливането на двете съставящи я реки Мустанг-Кхола и Кюгома Кхола в централната част на Големите Хималаи, в близост до прохода Шарба. В горното си течение образува най-дълбокото на Земята дефиле (дълбочина над 5000 m), като протича между хималайските върхове Анапурна (8091 m, на изток) и Дхаулагири (8167 m, на запад) (разстоянието между тях по права линия е 35 km). В този участък долината ѝ е разположена на около 2540 m н.в. В района на селището Рири Базар рязко завива на изток, а след устието на левия си приток Бури Гандак – на югозапад и отново чрез дълбок пролом пресича предпланините на Хималиите – планината Шивалик. В района на непалския град Нараянгарх излиза от планините, завива на югоизток, навлиза на индийска територия и до устието си тече през Индо-Гангската равнина. Влива се отляво в река Ганг, на 45 m н.в., при град Патна. Основните и притоци са леви: Бури Гандак (извира на китайска територия и също в дълбоко дефиле пресича Хималаите) и Рапти. Подхранването ѝ е смесено, снежно-ледниково и дъждовно, с ясно изразено пролетно-лятно пълноводие. Среден годишен отток 2025 m³/s, минимален през зимата 200 – 400 m³/s, максимален през пролетта до 15 000 m³/s. В долното си течение, на индийска територия водите ѝ се използват за напояване и често причинява катастрофални наводнения. Плавателна е за плитко газещи речни съдове в долното си течение, но на отделни участъци..